# Варяницин Олександр Михайлович
Олександр Михайлович Варяни́цин (нар. 1860, Харків — пом. 23 жовтня 1914, Харків) — український військовий інженер, теоретик української архітектури, живописець.

## Біографія
Народився 1860 року в місті Харкові (нині Україна). Закінчив Харківську інженерну академію.
Упродовж 1912—1914 років працював секретарем і заступником голови Українського художньо-архітектурного відділу Харківського літературно-художнього гуртка. Помер у Харкові 10 [23] жовтня 1914 року.

## Творчість
У 1912 році збудував у дусі українського модерну Художньо-ремісничу школу в Полтаві (співавтор С. Тимошенко). У Харкові у 1913 році розписав зал у Будинку швидкої допомоги. Протягом 1909—1914 років опублікував у пресі Москви і Харкова низку статей з питань живопису та архітектури, зокрема про шляхи розвитку українського архітектурного стилю:
- «Деревянное церковное зодчество Украины и стиль бароко» // «Украинская Жизнь». —1912. № 12. — С. 31—41;
- «Об украинском архитектурном стиле» // «Украинская Жизнь». — 1913. № 1. — С. 27—32;
- «Украинский стиль (Конкурс фасадов Художественного училища)» // «Утро». — 1911. № 1475.